# آب ملخ
آب ملخ(سمیرم)، روستایی از توابع بخش پادنا شهرستان سمیرم در استان اصفهان ایران است.

## جمعیت
این روستا در دهستان پادنا سفلی قرار دارد و بر اساس سرشماری مرکز آمار ایران در سال ۱۳۸۵، جمعیت آن زیر سه خانوار بوده‌است.